# كوين جي. مكاي
كوين جي. مكاي (بالإنجليزية: Quinn G. McKay)‏ هو كاتب أمريكي، ولد في 30 أكتوبر 1926.